# Kiikoisjärvi
Kiikoisjärvi är en sjö i Finland. Den ligger i kommunen Sastamala i landskapet Birkaland, i den sydvästra delen av landet, 190 km nordväst om huvudstaden Helsingfors. Kiikoisjärvi ligger 59,6 meter över havet. Den är 4,66 meter djup. Arean är 4,24 kvadratkilometer och strandlinjen är 17,51 kilometer lång. Sjön  ingår i Kumo älvs huvudavrinningsområde.   I omgivningarna runt Kiikoisjärvi växer i huvudsak blandskog.
I övrigt finns följande i Kiikoisjärvi:
- Kirrikallio (en ö)
- Tuhkasenkari (en ö)
- Kiilmanninsaari (en ö)
- Selkäsaaret (en ö)
- Lammassaari (en ö)

Följande samhällen ligger vid Kiikoisjärvi:
- Kikois (1 248 invånare)